# Meudang Ara (Blang Pidie)
Meudang Ara is een bestuurslaag in het regentschap Aceh Barat Daya van de provincie Atjeh, Indonesië. Meudang Ara telt 2657 inwoners (volkstelling 2010).